# Concerto para piano para a mão esquerda (Ravel)

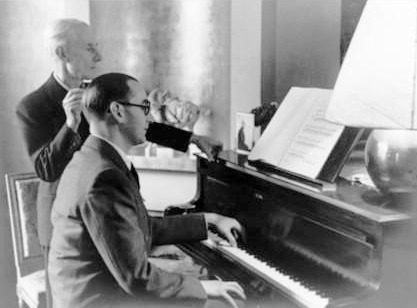
Maurice Ravel com Jacques Février tocando o Concerto para piano para a mão esquerda em Paris em 1937

O Concerto para piano para a mão esquerda em Ré Maior foi composto por Maurice Ravel entre 1929 e 1930.
Foi executado pela primeira vez em Viena em 5 de janeiro de 1932, por Paul Wittgenstein, e foi ainda este perseverante pianista quem o apresentou pela primeira vez em Paris, a 17 de janeiro de 1933, sob a regência de Ravel.

## O motivo da composição

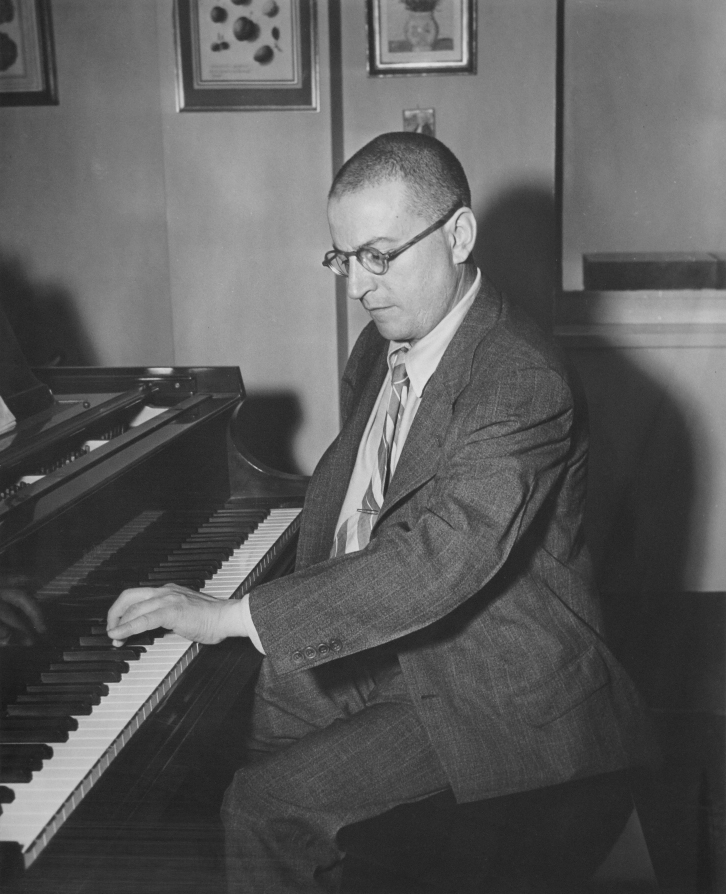
Paul Wittgenstein

Foi composto, quase como um desafio, para o eminente pianista austríaco Paul Wittgenstein, que tinha perdido o braço direito num combate durante a Primeira Guerra Mundial e cuja carreira parecia terminada. Contudo, Wittgenstein, com admirável coragem, recusou conformar-se com o fato, e escreveu a vários compositores, pedindo-lhes que escrevessem músicas que ele pudesse tocar em tais circunstâncias. Por essa ocasião, Maurice Ravel achava-se ocupado com a composição de um concerto para piano (para duas mãos): o em sol maior.
Contudo, movido, pelo apelo, e cedendo ao seu amor inato pela experimentação e pelo incomum, Ravel ficou enormemente fascinado por esta prova técnica. Sem suspender a composição do outro concerto, pôs-se sem tardança a trabalhar a fim de escrever algo que pudesse atender às necessidades do pianista tão gravemente sacrificado.

## A estrutura do concerto
Ao tempo da composição ainda estava sob a sedução do jazz que Ravel ouvira em vários lugares de diversões noturnas no Harlem e em Greenwich Village. Assim sendo, não é de surpreender que, nesse concerto, nos deparemos com temas e ritmos de jazz procurando, insolentemente, vir à tona.
Embora seja em um único movimento, o concerto para a mão esquerda não deixa de estar dividido em três partes facilmente reconhecíveis.
É a orquestra, só, que faz, no começo do concerto, toda a exposição temática daquilo que irá sobrevir, tendo as primeiras páginas abri caminho por intermédio do contrafagote e demais sopros, seguidos pelos metais e violinos. A entrada do piano toma a forma de uma cadenza aprimorada e brilhante, seguida de passagens onde o instrumento solista alterna com a orquestra.
Segue-se um breve andante no qual o piano acompanha melancólica melodia cantada pelo corne-inglês.
Sucede a este episódio uma espécie de tarantela que, por sua vez, dá lugar a uma cadenza final na qual Ravel não tem pena do pianista. A obra acaba quando o pianista e a orquestra travam nova batalha numa breve coda de grande brilho.